# 苏献琛
苏献琛（？—？），广东顺德人，清朝政治人物。进士出身。
嘉慶十三年（1808年），登進士。十五年（1810年）接替仇晋任娄县知县一职，同年由陈立纪接任。